# 진 크레인
진 크레인(Jeanne Crain, 1925년 5월 25일 ~ 2003년 12월 14일)은 미국의 배우이다.

## 영화
- 보잉 707 비상 착륙 (1972년)
- 네페르티티, 리지나 델 닐로 (1961년)
- 조커 이즈 와일드 (1957년)
- 젠틀맨 메리 브뤼네트 (1955년)
- 스타가 아닌 사나이 (1955년)
- 위험한 횡단 (1953년)
- 오 헨리 단편집 (1952년)
- 말 많은 세상 (1951년)
- 모델과 중매장이 (1951년)
- 아윌 겟 바이 (1950년)
- 더 팬 (1949년)
- 핑키 (1949년)
- 세 부인 (1949년)
- 센테니얼 썸머 (1946년)
- 리브 허 투 헤븐 (1945년) - 루스 베렌트 역
- 어느 박람회장에서 생긴 일 (1945년)
- 윙드 빅토리 (1944년)
- 인 더 민타임, 다링 (1944년)
- 홈 인 인디아나 (1944년)
- 갱스 올 히어 (1943년)